# Deutsche Office
Die DO Deutsche Office AG war ein Unternehmen für Büroimmobilien mit Sitz in Köln. 2014 erfolgte die Verschmelzung der OCM German Real Estate Holding AG mit der Prime Office REIT-AG zur Deutschen Office. Das Unternehmen war bis zum 13. Oktober 2015 im SDAX gelistet.
Sie verfügte zum 31. Dezember 2014 über insgesamt 54 Immobilien mit einer Gesamtmietfläche von rund 898000 Quadratmetern. Der Marktwert der Immobilien lag zu diesem Zeitpunkt bei rund 1,7 Milliarden Euro.
2016 wurde die DO Deutsche Office zu 100 % vom Wettbewerber Alstria übernommen und zum 9. Dezember 2016 der Handel für Aktien des Unternehmens an der Frankfurter Wertpapierbörse eingestellt. Mit der Übernahme durch Alstria wurde das Unternehmen mit Eintragung zum 9. Dezember 2016 in die alstria office Prime Portfolio GmbH & Co. KG umgewandelt.